# Frank Sheeran
Frank Sheeran, ps. The Irishman (pol. Irlandczyk, ur. 25 października 1920 w Darby w Pensylwanii, zm. 14 grudnia 2003 w Filadelfii) – amerykański gangster będący jednocześnie urzędnikiem amerykańskiego związku zawodowego. Przez większość życia powiązany z rodziną przestępczą Bufalino, której głową był jego bliski przyjaciel oraz mentor Russell Bufalino. Swoją pozycję w Międzynarodowym Bractwie Drużynowych (IBT) Sheeran wykorzystywał do korumpowania związków przez przestępczość zorganizowaną. Ponieważ jego ojciec pochodzenia irlandzkiego był malarzem, jego profesję często porównywano do malarstwa. Stąd znany cytat „Słyszałem, że malujesz domy”, który w slangu mafijnym oznaczał morderstwa na zlecenie, gdzie tak zwaną farbą była krew ofiar, która po oddaniu strzału w głowę z bliskiej odległości osadzała się na ścianach.
Pierwszy kontakt z zabijaniem miał w czasie drugiej wojny światowej – jak twierdził brał udział w licznych zbiorowych egzekucjach niemieckich jeńców, m.in. w masakrze w Dachau. W armii służył 411 dni, co było wyjątkowo długim okresem jak na tamte czasy.
Po odejściu z armii w 1945 roku początkowo pracował jako kierowca ciężarówki, jednak szybko nawiązał kontakt z Russellem Bufalino, od którego stopniowo dostawał coraz więcej zleceń. Ich znajomość szybko przekształciła się w bliską przyjaźń, a Frank często przychodził do Russella po radę.
To również Russell Bufalino zapoznał Franka Sheerana z Jimmym Hoffą – przewodniczącym związku Teamsters (najpotężniejszego związku zawodowego kierowców ciężarówek i taksówek w tamtych latach w USA). Jimmy Hoffa był powszechnie znany ze swoich powiązań ze światem przestępczym, jednak przez długi czas nie można mu było niczego udowodnić. Niedługo po poznaniu Frank Sheeran i Jimmy Hoffa nawiązali przyjaźń.
30 lipca 1975 roku zaginął Jimmy Hoffa, który przybył do restauracji Manchus Red Fox, by spotkać się z przywódcą związkowym z Detroit, przedstawicielem Teamsters oraz przedstawicielem świata przestępczego. Ostatnim dowodem jego życia była rozmowa telefoniczna z żoną, której oznajmił, że spotkanie się przedłuża, ponieważ osoby z którymi miał się spotkać, spóźniają się. Przez długi czas nie można było ustalić przyczyny zaginięcia, aż do momentu w którym Frank Sheeran na chwilę przed śmiercią przyznał się do zabójstwa przyjaciela. Morderstwo zostało dokonane w domu, do którego przywieziono Jimmy’ego Hoffę na spotkanie. Zostały oddane dwa strzały w tył głowy, a ciało wywiezione do zakładu przetwarzania tłuszczu zwierzęcego, który należał do mafii. Zlecenie zostało wydane przez rodzinę Bufalino ze strachu, że zgodnie z obietnicą Jimmy Hoffa ujawni, kto wyprowadzał pieniądze z funduszu emerytalnego Teamstersów oraz jaki wpływ miała mafia na morderstwo Johna F. Kennedy’ego.
Frank Sheeran ostatecznie został skazany w 1980 roku na 32 lata, z których spędził w więzieniu jedynie 13 ze względu na zły stan zdrowia. Zmarł na raka w 2003 roku, mając 83 lata.
W filmie Martina Scorsese Irlandczyk z 2019 roku w postać Franka Sheerana wciela się Robert De Niro.